# Lust for Life (라나 델 레이의 노래)
〈Lust for Life〉는 라나 델 레이의 노래이다. 더 위켄드가 피처링을 맡았다. 네 번째 정규 앨범 《Lust for Life》의 두 번째 싱글이다.